# Гикет Сиракузский
Гике́т из Сиракуз (Ἱκέτας; конец V—IV вв. до н. э.) — древнегреческий философ-пифагореец. В некоторых источниках (например, у Коперника) именуется Никет или Никита Сиракузский, встречаются также транскрипции Никетас, Ницетас, Гикетас.
Гикет полагал, что небо неподвижно, а его видимое движение возникает в результате вращения Земли. Учил также о том, что существует две Земли — наша и Антиземля.